# Albulabahn
De Albulabahn of Albulaspoorlijn in Graubünden (Zwitserland) verbindt Thusis met het wintersportoord St. Moritz in de Alpen. De 63 kilometer lange spoorlijn behoort tot de meest spectaculaire smalspoorlijnen ter wereld en wordt geëxploiteerd door de Rhätische Bahn. De Albulabahn werd in 1903 aangelegd. De Albulabahn werd in 1904 geopend en heeft een lengte van 67 kilometer. De lijn omvat een aantal kunstwerken, waaronder 42 tunnels en overdekte galerijen en 144 viaducten en bruggen. In 2008 werd deze spoorlijn samen met de Berninabahn door UNESCO op de Werelderfgoedlijst geplaatst. Verschillende typen treinen berijden deze spoorlijn, waaronder de toeristentreinen Bernina Expres en Glacier Express en de sneltrein Chur – St. Moritz.

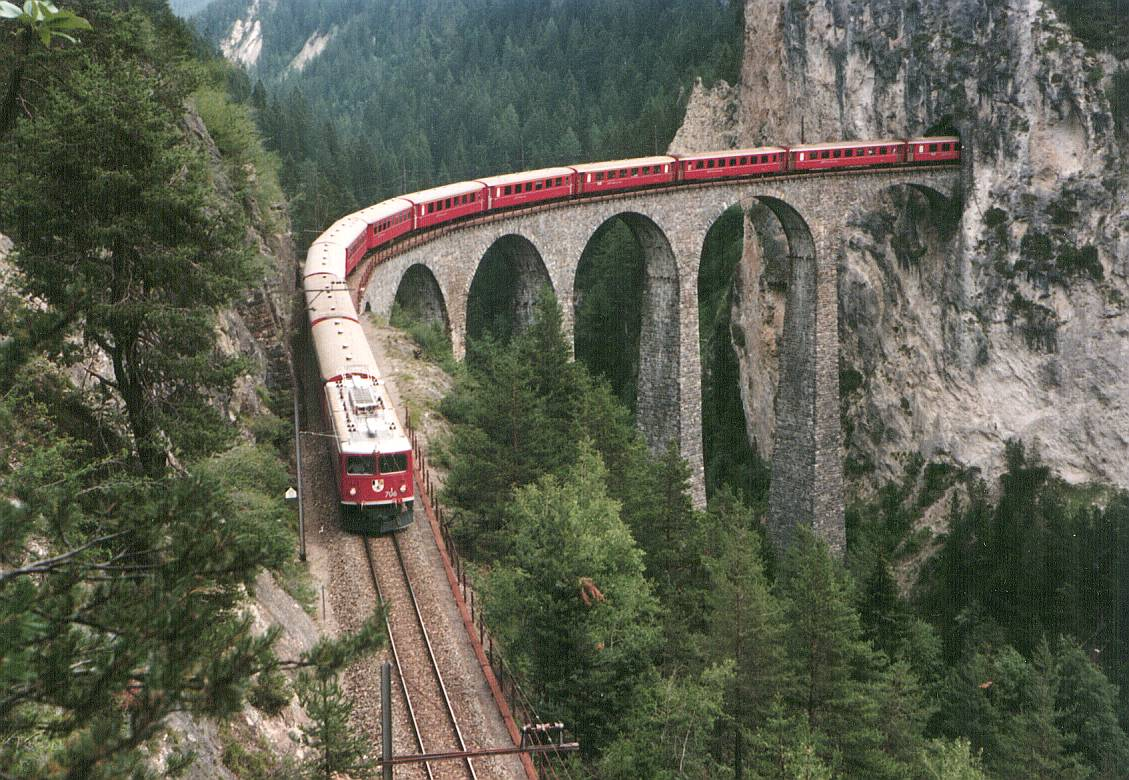
Landwasserviaduct en ingang Landwassertunnel
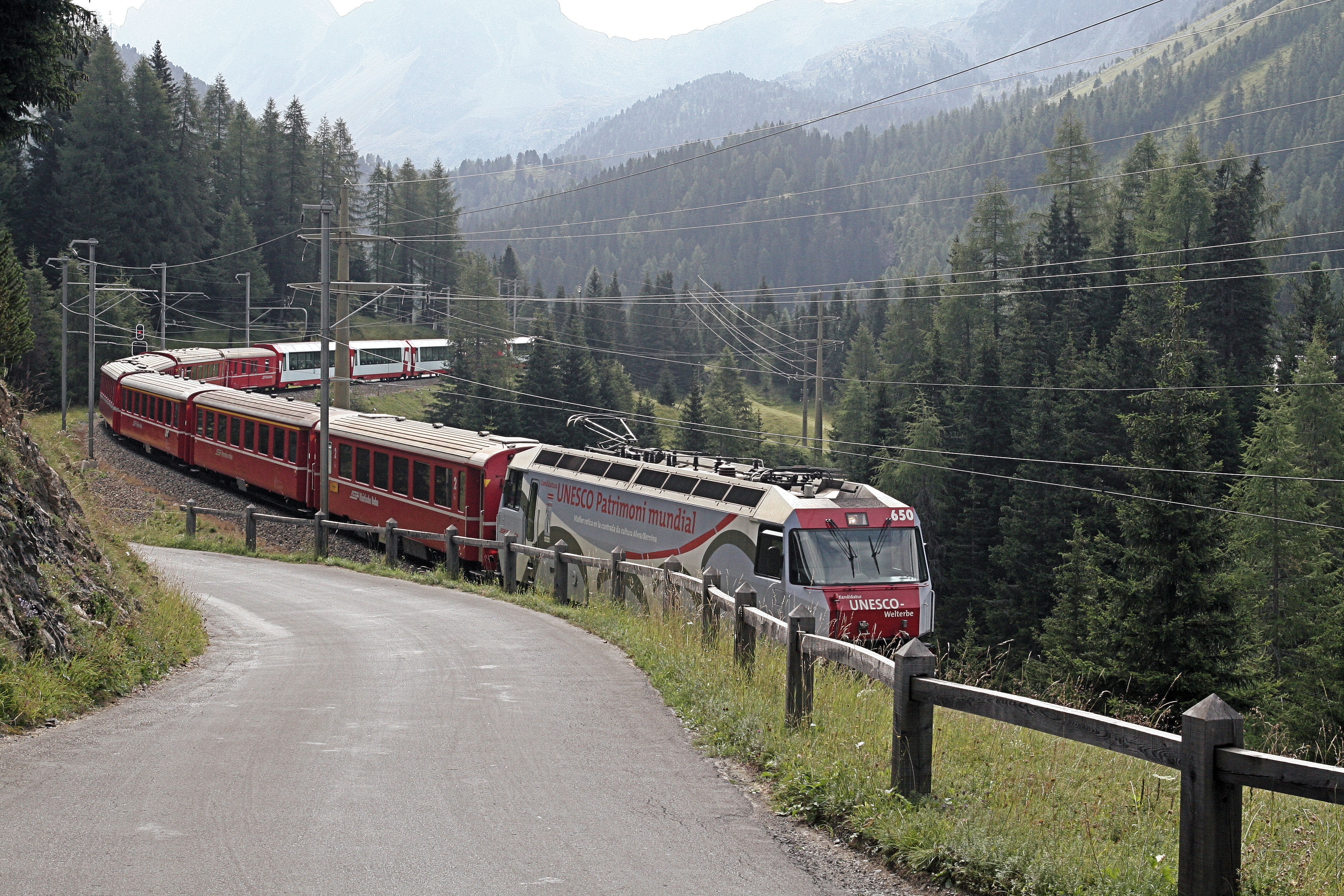
De Glacier Express verlaat Preda in de richting Bergün
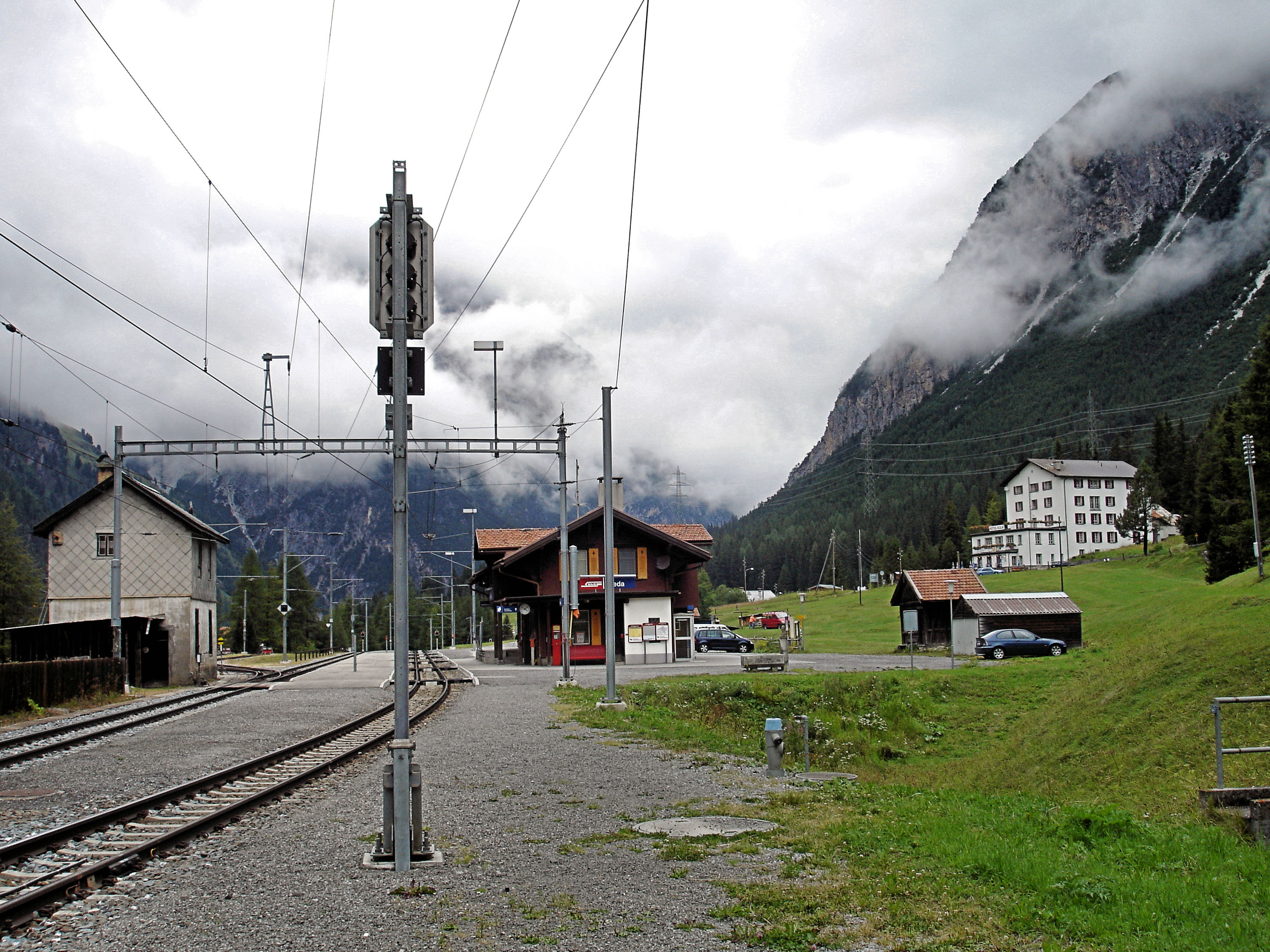
Station van Preda
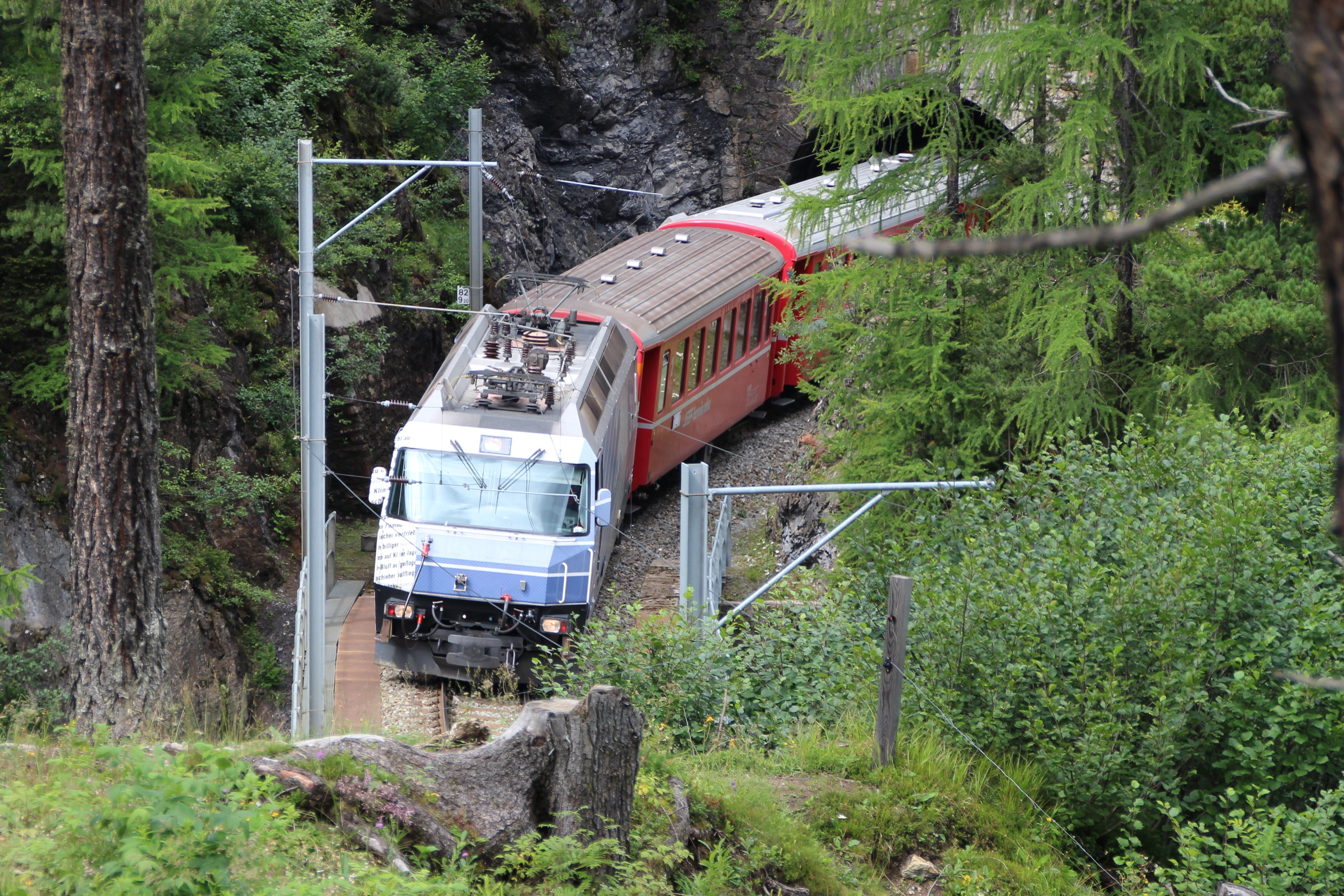
RhB Ge 4/4 III tussen Preda en Bergün

## Tracé
Na Thusis passeert de lijn de Hinterrhein (Achter-Rijn) en gaat deze het dal van de Albula-rivier in. Hier worden talrijke bruggen en tunnels gepasseerd. Na het station van Solis, 11 kilometer van Thusis, wordt de wilde rivier via de 86 meter hoge Solisbrücke gekruist. Tussen Tiefencastel (18 km) en Filisur (32 km) rijdt de trein over het 35 meter hoge en 137 meter lange Schmittentobelviadukt, waarna vervolgens het beroemdste viaduct wordt bereikt; het 65 meter hoge Landwasserviaduct.
In Filisur komt de lijn samen met de lijn uit Davos, eveneens een schitterende spoorlijn. Op weg naar Bergün (44 km) overwint de trein een hoogteverschil van 292 meter. Direct na Bergün stijgt de trein met meer dan 35 promille en volgen enkele keertunnels om hoogte te winnen. De trein bereikt het dorpje Preda, waarna in de Albulatunnel het hoogste punt van de route wordt bereikt. Na deze en het dorpje Spinas (71 km), bereikt de trein het plaatsje Bever (76 km) in het Engadin, waar de spoorlijn uit Scuol-Tarasp aansluit. In Samedan (79 km) takt de lijn naar Pontresina af richting Berninapas. De Glacier Express gaat hier richting het eindpunt van de Albulabahn, St. Moritz, tevens beginpunt van de Berninabahn.

## Nieuwe Albulatunnel
Op het hoogste punt van de lijn rijdt de trein door een lange tunnel onder de waterscheidingslijn. In 2010 werd besloten een nieuwe tunnel te bouwen en daarna de oude tunnel te restaureren als evacuatieroute. In juni 2024 werd de nieuwe tunnel in gebruik genomen en kon de aanpassing van de oude tunnel beginnen.

## Nieuwe brug over de Achter-Rijn
De enkelsporige brug over de Achter-Rijn in Reichenau was een bottleneck op het netwerk van de Rhätische Bahn. Alle treinen richting Disentis en de Glacier Express tot in Zermatt alsook de treinen van Reichenau richting St. Moritz over de Albulabahn maken gebruik van deze brug. Daarom werd in 2018 een tweede brug gebouwd over de Achter-Rijn. Deze brug werd gebouwd net ten zuiden van de oude vakwerkbrug uit 1895 die zo gerestaureerd kan worden. De nieuwe brug werd op 3 november 2018 in gebruik genomen.
Het ontwerp voor de brug kwam als winnaar uit de bus van een projectwedstrijd. Een belangrijke eis was dat de nieuwe moderne brug aansloot bij de oude vakwerkbrug. Van de 42 inzendingen kregen er vijf een prijs, maar uiteindelijk werd gekozen voor de engineeringgroep Flint & Neill / WaltGalmarini.
Het winnende ontwerp is een 198,5 m lange stalen brug, waarvan de rijbaan op drie brugpijlers rust, die elk in het bovenste deel zijn gevorkt. Het segment dat de Rijn overspant is 63 m lang, het segment dat ook de A13 overspant, 51,6 m. Er werd 2.000 ton staal en 1.200 ton ter plaatse gestort beton gebruikt. De bovenbouw op de brug bestaat uit een ballastbed dat in een betonnen trog ligt. Treinen zullen daardoor aanzienlijk minder lawaai produceren als zij over deze nieuwe brug rijden, in vergelijking met de oude vakwerkbrug.
Het spoor van de nieuwe brug ligt precies op dezelfde hoogte als die van de bestaande brug en twee pijlers van de nieuwe brug lopen direct parallel aan die van de historische brug. Het vakwerk van de geklasseerde oude brug blijft bijna onverhuld en duidelijk zichtbaar.

## Elektrische tractie
Het traject werd in etappes geëlektrificeerd met een spanning van 11.000 volt 16 2/3 Hz wisselspanning:
- 20 april 1919: het traject tussen Bever en Filisur
- 15 oktober 1919: het traject tussen Filisur en Thusis